# Rapoto I di Ortenburg
Rapoto I (... – 26 agosto 1186) proveniva dalla Casa di Spanheim ed è considerato l'antenato del ramo dei Conti Imperiali di Ortenburg in Baviera. 
Nacque probabilmente al castello di Kraiburg come quarto figlio di Engelberto II e Uta von Passau.

## Biografia
Engelberto II, il futuro duca di Carinzia, dotò presto i suoi figli, che non avevano seguito la via spirituale, con beni di suo possesso. Dopo le dimissioni di Engelberto, Ulrico I divenne duca di Carinzia, Engelberto III. divenne margravio d'Istria e conte di Kraiburg-Marquartstein e il suo figlio più giovane Rapoto ricevette possedimenti vicino a Passau e nel Rottachgau, che un tempo erano possedimenti di sua madre. Rapoto prende il nome dal suo prozio, il conte palatino Rapoto V di Baviera, fratello di suo nonno Ulrico il Ricco di Passau. Quando Rapoto si trasferì nei suoi nuovi possedimenti intorno al 1120, questi erano sparsi e piuttosto insignificanti. Tuttavia a ovest si trovavano come un cuneo tra il cuore, i feudi e altri possedimenti sul Rott e sull'Isar dei conti di Vornbach. Un conflitto era quindi inevitabile. A questo punto nessuno avrebbe potuto immaginare il livello di potere al quale Rapoto avrebbe portato la sua famiglia. Dei conflitti tra i due sessi non si sa nulla perché a quel tempo non esisteva nessuno storico nella Bassa Baviera. Solo Otto von Freising menziona continui conflitti e faide nella Bassa Baviera.
Tuttavia i rapporti tesi tra i sessi si riscontrano anche nei seguaci dei rispettivi partiti, poiché fondarono solo i rispettivi monasteri domestici della propria famiglia regnante e si isolarono gli uni dagli altri. Allo stesso modo i monaci provenienti dalla zona di Vornbach si rifiutarono di nominare Rapoto con il titolo di conte.
Rapoto I riuscì a mantenere i suoi possedimenti ed i suoi feudi di Passavia fino al 1130, ma non riuscì ad espanderli. Intorno al 1120 costruì il castello di Ortenberg. Già nel 1134 si faceva chiamare conte von Ortenberg (Ortenberg è l'antico nome di Ortenburg).
Il conflitto con i Vornbach ebbe la sua prima svolta nel 1145, quando Dietrich von Vichtenstein, un ramo della famiglia Vornbach, si estinse. Anche se l'eredità toccò all'allievo Engelbert von Wasserburg, il feudo vescovile e i diritti di baliato su San Nicola, allora ancora alle porte di Passau, furono assegnati a Rapoto dal vescovo Reginbert von Hagenau.
| Controllo di autorità | VIAF (EN) 95403510 · CERL cnp01179857 · GND (DE) 138775834 |